# Pittosporum oreillyanum
Pittosporum oreillyanum är en tvåhjärtbladig växtart som beskrevs av C. White. Pittosporum oreillyanum ingår i släktet Pittosporum och familjen Pittosporaceae. Inga underarter finns listade.